# Прикомандирований співробітник органів служби безпеки
Апарат прикомандированих співробітників ФСБ (АПС ФСБ) — раніше, офіцери діючого резерву КДБ (ОДР КДБ), тепер, в Російській Федерації співробітники ФСБ, прикомандировані по контракту до структур державного управління та підприємств різного рівня секретності з метою здійснення оперативно-розшукової діяльності в інтересах спецслужби, контролю спеціального обладнання, виконання особливих доручень і нагляду за матеріалами, що містять державну таємницю. Ці офіційні агенти ФСБ трудяться за сумісництвом членами різноманітних комітетів, наглядових рад, працюють у ректораті, або можуть, формально, виконувати функції заступників керівника організації, юрисконсультів, бути директорами з безпеки і координувати «перші відділи».

## Обґрунтування
У 2018 році Президент Володимир Путін підписав указ про співробітників зовнішньої розвідки Російської Федерації, що не входять до кадрового складу, що було сприйнято, як спроба відрегулювати ситуацію з «офіцерами діючого резерву» (апарат прикомандированих співробітників). Для збереження секретності в спілкуванні із засобами масової інформації співробітниками АПС ФСБ широко застосовується Федеральний закон від 12 серпня 1995 року № 144 — ФЗ «Про оперативно-розшукову діяльність», причому, деякі інструкції з організації роботи щодо допуску до державної таємниці не мають статусу секретності.
У 1990-ті роки закон «Про органи Федеральної служби безпеки» дозволив діючим співробітникам ФСБ бути прикомандированими до підприємств незалежно від форми власності за згодою їх керівників, які, за зауваженням Леоніда Млечина, «тільки формально підпорядковувалися керівнику відомства», цих прикомандированих агентів ФСБ влаштовували «юридичними консультантами», а їх комерційна діяльність з можливістю використання технічних ресурсів КДБ і МВС стала легальною з прийняттям Закону «Про приватну детективну і охоронну діяльність» від 11 березня 1992 року і спеціальної постанови уряду від 14 серпня 1992 року, про це, в 2011 році, писав у журналі «Огонек» соціолог Вадим Волков.
За повідомленням Олександра Шевякіна, автора книги «Система безпеки СРСР», юридичними підставами служби в радянському діючому резерві були: Постанова РМ СРСР № 134-75с від 21 січня 1955 г. «Про військовослужбовців, які працюють в цивільних міністерствах і відомствах»; Розпорядження СМ СРСР № 1911—1018с від 24 жовтня 1955 р «Про переведення в запас з кадрів Комітету державної безпеки при Раді Міністрів СРСР офіцерів, які працюють в інших міністерствах і відомствах». Рішенням Колегії КДБ «Про стан і заходи щодо подальшого поліпшення роботи офіцерів діючого резерву контррозвідувальних підрозділів центрального апарату КДБ СРСР і органів КДБ на місцях».

## Історія
За твердженням Юрія Фельштинського, посади «офіцерів діючого резерву», як і саме це поняття, з'явилися за часів керівництва КДБ Андропова, причому, призначення такого співробітника супроводжувалося складною бюрократичною системою узгодження, в ланцюжку брало участь навіть Політбюро ЦК КПРС, але головним було те, повідомляє історик у написаній у співавторстві з Прибиловським книзі, що прикомандировані співробітники розвідки були введені повсюдно:
Формально офіцер ФСБ, який ішов у відставку, насправді переводився з КДБ—ФСБ на цивільну роботу, залишався на цій роботі негласним співробітником КДБ—ФСБ, агентом державної безпеки. Це було справді революційне нововведення, яке готувало тили на випадок непередбаченого розвитку подій в країні. Саме тоді з'явилося розуміння, що колишніх співробітників спецслужб не буває. Вони, дійсно, не ставали колишніми. Вони були офіцерами діючого резерву КДБ—ФСБ — шпигунами КДБ—ФСБ на цивільному чи військовому об'єкті.— Юрий Фельштинский и Владимир Прибыловский, книга «Корпорация. Россия и КГБ во времена президента Путина», 2010.
 Під різними назвами, апарат прикомандированих співробітників (АПС) існував ще з радянських часів, причому, співробітники «першого відділу», як їх іноді називали, були всюди, навіть у театральних інститутах і художніх училищах. За твердженням «Новой газеты» в МГУ, як і в багатьох інших державних вузах епохи соціалізму, досі існують так звані «прикомандировані» співробітники ФСБ, а раніше КДБ, часто такий співробітник спецслужби займає посаду помічника ректора. Цікаво, що спроби створити апарат прикомандированих співробітників з числа офіцерів запасу військового відомства ні до чого не привели.
Ймовірно, практика призначення «офіцерів діючого резерву» в установи була характерна тільки для країн соцтабору, Грузія відмовилася від них тільки в 2015 році з політичних міркувань, причому, відзначивши їхню корисність для справи держбезпеки країни.

## Приклади
Журнал «Форбс», посилаючись на видання Андрія Солдатова та Ірини Бороган, згадував, що призначення в 2002 році представника ФСБ генерала Олександра Здановича заступником генерального директора ВГТРК є одним з дивних прикладів цього явища, «колишніх чекістів не буває», сказав Зданович журналістам, одночасно з питаннями безпеки Зданович цензурував зміст новинних програм під час виборів або терактів.
Відомо, чекісти намагаються встановити авторів незалежних каналів у меседжерах за допомогою відряджених співробітників у великих мобільних операторів. На таємничу роль цих людей вказав колишній глава Серпуховського району Шестун:

| Майже ніхто не знає в Росії, що в ФСБ є така форма роботи, як прикомандировані співробітники, впроваджені в організації, органи державної влади, комерційні структури — це так звані ПС. Ви здивовані? Це 100% правда. Сувора дійсність сучасної Росії. Прикомандировані співробітники є у всіх великих структурах, це носить тотальний, а не поодинокий характер. |Александр Шестун, 2018.
У тому ж 2018 році з'ясувалося, що до МГУ прикріплений «куратор зі спецслужб», який має власний кабінет, а на підприємствах космічної галузі не приховують, що їхні «1-ші відділи», по суті, є представництвами ФСБ на території «Роскосмосу». Раніше «Российская газета» повідомляла, що, у зв'язку з поширеною в Криму корупцією, якийсь полковник ФСБ Забатурін спрямований на півострів в рамках апарату прикомандированих співробітників, він зайняв пост заступника голови одного з урядових комітетів, це ж видання повідомило, що « Рахункова палата РФ має спецпідрозділ з прикомандированими співробітниками ФСБ». Керівник апарату Ради Федерації Сергій Мартинов є прикомандированим співробітником від ФСБ, причому, за повідомленням «Известий», попередній глава апарату Ради Федерації Володимир Свинарьов теж «був прикомандирований звідти», обидва узгоджені з Матвієнко. Прикомандировані співробітники ФСБ можуть виявитися в найнесподіваніших місцях, наприклад, відомий конфлікт прикомандированого в ФМС співробітника СЕБ ФСБ Ігоря Завражнов з противником будь-яких кураторів з Луб'янки, главою ФТС Андрієм Бельяніновим, тривав він з перемінним успіхом, але скінчився тим, що крісла ряду топменеджерів ФМС зайняли, за даними «Новой газеты», «діючі офіцери Луб'янки на підставі закритого міжвідомчого наказу ФСБ і ФТС про призначення прикомандированих співробітників ФСБ категорії „Б“ (з обов'язком ведення в відомстві оперативно-розшукових заходів)» . Є й протилежні приклади, так прикомандирований від ФСБ в «Роснефть» генерал Феоктистов мав чудові стосунки з главою «Роснефти» Ігорем Сечіним. Там же, в установленому порядку, можуть проходити службу прикомандировані співробітники органів внутрішніх справ, які, фактично, дублюють колишніх розвідників, наприклад, попередника генерала ФСБ Олега Феоктистова на посаді глави служби безпеки «Роснефти», генерал-лейтенанта МВС Василя Юрченка, спочатку понизили, звільнивши місце генералу ФСБ, а потім взагалі не відновили на колишньому місці роботи, його змінив прикомандирований від прокуратури співробітник.
Деякі джерела вважали, що, з 2010-х років апарат прикомандированих співробітників ФСБ став себе зживати, інші стверджували, що «вражаюче інтерв'ю директора ФСБ Олександра Бортнікова до сторіччя ВЧК з теплими словами на адресу Лаврентія Берія», навпаки, вказує на посилення ролі кураторів від ФСБ, в цьому відношенні цікаво, що керівник одного з ключових підрозділів ФСБ Росії, Служби Економічної Безпеки, Сергій Корольов з 2019 року був призначений членом наглядової ради «Курчатовського інституту». «Інститут прикомандированих співробітників ще ніхто не відміняв», — пояснили в ФСБ. Зустрічаються і рідкісні випадки виявлення лжеспівробітників апарату прикомандированих до ФСБ, професійних шпигунів і диверсантів.
У ряді випадків, прикомандирований співробітник має шанс повернутися на Луб'янку, до чого, як правило, прагне. Наприклад, свого часу трудився в податковій поліції генерал ФСБ Олександр Купряжкін, який зумів очолити УСБ ФСБ, бувають інші ситуації, так, прикомандирований на підприємство Гудкова співробітник ФСБ вважав за краще працювати на його бізнес, на шкоду розвідці, аналогічна історія, за твердженням дружини покійного Литвиненка, трапилася і з її чоловіком, — після замаху на бізнесмена, «Саша був просто „прикріплений“ до Березовського від ФСБ, це була його робота». В цілому, Березовський підтверджував цю версію знайомства з офіцером ФСБ Литвиненком: «Він прийшов до мене в офіс, так як йому було доручено вивчити діяльність моєї компанії», — згадував олігарх, причому, сам Литвиненко саме так і згадував про перше знайомство з олігархом

## Критика
Дмитро Муратов, видавець і голова редакційної ради «Новой газеты», з тривогою зазначив, що чимала кількість офіційно прикріплених до сумнівних банків співробітників ФСБ виявилися фактично такими, що не приносять користі і навіть шкідливі, оскільки деякі з них бували вбудованими в корупційні ланцюжки, як, наприклад, сталося з начальником банківського відділу Луб'янки Черкаліним, якому були підпорядковані всі прикомандировані співробітники ФСБ в банках. Історик Микита Петров говорив: «Зараз прикомандировані від ФСБ всюди — в установах, в банках, в приватних компаніях, які прийняли ці правила гри».
Іноді критикують методи АПС ФСБ, але працівники апарату прикомандированих співробітників ФСБ є чинними агентами спецслужб, відповідно, вони уповноважені використовувати відповідні методи дізнання і вести оперативно-розшукову діяльність на ввіреному їм об'єкті. Наприклад, відомий випадок порушення кримінальної справи для шантажу студента МГУ, по незначному приводу який вступив у конфронтацію з прикомандированим до університету співробітником ФСБ. Після втручання ректора МДУ Садовничого і ряду статей в ліберальній пресі, справу «про вандалізмі» було припинено на вимогу прокуратури — студент наклеїв листок з побутовим протестним написом про " Чемпіонат світу з футболу 2018 " на інформаційну тумбу. Схожа історія з відрахуванням з МГАХ пам'яті 1905 років студента відділення промислової графіки сталася в 2003 році.

## У мистецтві
У творчості існує безліч варіацій на тему державного всевидющого ока, функції якого на підприємствах, по суті, виконують прикомандировані співробітники ФСБ, наприклад, Великий Брат в літературі, G-Man в іграх.